# Csilla Hegedüs
Csilla Hegedüs (ur. 9 września 1967 w Klużu-Napoce) – rumuńska działaczka kulturalna i polityk narodowości węgierskiej, w 2014 wicepremier i minister kultury.

## Życiorys
W 1997 ukończyła ekonomię na Uniwersytecie Babeș-Bolyai w rodzinnej miejscowości, a w 2009 andragogikę na Uniwersytecie w Peczu. W latach 1994–1997 zajmowała dyrektorskie stanowisko w jednym z przedsiębiorstw. Następnie została dyrektorem generalnym fundacji Transylvania Trust, specjalizującej się w ochronie dziedzictwa kulturowego w Transylwanii. Zajęła się również działalnością dydaktyczną jako wykładowczyni na Uniwersytecie Babeș-Bolyai. Członkini federacji Europa Nostra.
Działaczka Demokratycznego Związku Węgrów w Rumunii. W latach 2010–2012 była doradczynią należącego do tej partii ministra kultury Hunora Kelemena. W 2011 została zastępczynią sekretarza generalnego UDMR do spraw kultury. W 2014 objęła stanowisko sekretarza stanu w resorcie kultury. W listopadzie 2014 powołana na wicepremiera i ministra kultury w trzecim gabinecie Victora Ponty. Ustąpiła już w grudniu tegoż roku, gdy jej ugrupowanie wystąpiło z koalicji rządowej.